# Bianca de Artois
Blanche de Artois (c. 1248 – 2 mai 1302) a fost membră a Casei de Artois; a deținut regența asupra regatului de Navara și a comitatului Champagne. S-a căsătorit cu Henric I de Navara, după al cărui deces a devenit regentă în numele fiicei lor minore, Ioana I. A trecut regența Navarei regelui Filip al III-lea al Franței, vărul ei și viitorul socru al fiicei ei, însă a reținut pentru ea administrarea comitatului Champagne. Mai târziu, ea a împărțit guvernarea comitatului cu cel de-al doilea soț, prințul englez Edmund Crouchback, până ce fiica ei a devenit majoră.
1. ↑  Gran Enciclopedia de Navarra